# Montalenghe
Montalenghe – miejscowość i gmina we Włoszech, w regionie Piemont, w prowincji Turyn.
Według danych na rok 2004 gminę zamieszkiwało 889 osób, 148,2 os./km².